# Université du Centre de la Floride
L’université du Centre de la Floride  (en anglais : University of Central Florida ; UCF) est une université située à Orlando en Floride. L'UCF est la plus grande institution de ce genre en Floride et la 2e plus grande des États-Unis. Elle fait partie du State University System of Florida (en). Fondée en 1963, sous le nom de Florida Technological University, elle avait alors pour mission d'assurer la formation universitaire du personnel du centre spatial Kennedy, situé à moins de 60 km. En 1978, elle fut rebaptisée University of Central Florida lorsque son champ académique s'étendit à tous les domaines. En 1990, l'université de Floride centrale fonda le Space Education and Research Center.
Les équipes sportives de l'université sont les Knights de l'UCF.

## Anciens étudiants
- Moubarak al-Shamikh, diplôme en génie 1981, premier ministre libyen (2000-2003) et chef de l'État (2009-2010)
- Fernando Caldeiro, maîtrise en gestion en ingénierie 1995, astronaute argentino-américain
- Alan Eustace, doctorat en informatique 1984, ingénieur informatique américain et vice-président de Google
- Julia Pierson, baccalauréat en justice criminelle 1980, directrice du United States Secret Service
- Kahsennenhawe Sky-Deer, B.A. psychologie 2008, grande cheffe du conseil de la communauté mohawk québécoise de Kahnawake
- Nicole Stott, maîtrise en gestion en ingénierie 1992, astronaute américaine
- Robert Venditti, maîtrise en création littéraire 2001, scénariste américain

## Annexe